# Рудамон
Рудамон — давньоєгипетський фараон з XXIII династії.

## Життєпис
Був молодшим сином Осоркона III і братом Такелота III. Його влада поширювалась лише на невелику частину Верхнього Єгипту від Гераклеополя до Фів.